# Gianfranco Martin
Gianfranco Martin, född den 15 februari 1970 i Genua, Italien, är en italiensk utförsåkare.
Han tog OS-silver i herrarnas superkombination i samband med de olympiska utförstävlingarna 1992 i Albertville.